# پیت جورج
پیت جورج (انگلیسی: Pete George؛ زادهٔ ۲۹ ژوئن ۱۹۲۹) وزنه‌بردار اهل ایالات متحده آمریکا بود.
وی در مسابقات کشوری و بین‌المللی در مجموع برندهٔ ۲ مدال طلا، ۲ مدال نقره شده‌است.